# Diócesis de Grass Valley
La diócesis de Grass Valley (en latín: Dioecesis Vallispratensis y en inglés: Roman Catholic Diocese of Grass Valley) fue una circunscripción eclesiástica de la Iglesia católica en Estados Unidos. Se trataba de una diócesis latina, sufragánea de la arquidiócesis de San Francisco. Fue suprimida el 28 de mayo de 1886 y restaurada como diócesis titular en 1995. Desde el 18 de marzo de 1997 su obispo titular es Christie Albert Macaluso.

## Territorio y organización
La diócesis extendía su jurisdicción sobre los fieles católicos de rito latino residentes inicialmente desde la arquidiócesis de Oregón City hasta el océano Pacífico y desde al paralelo de 39° de latitud sur hasta el río Colorado, comprendiendo parte de los actuales estados de California, Nevada, Utah y Colorado.
La sede de la diócesis se encontraba en la ciudad de Grass Valley, en donde su catedral era la actual iglesia parroquial de San Patricio, perteneciente a la diócesis de Sacramento. Sin embargo, el obispo Eugene O'Connell se opuso al cambio de sede a Grass Valley y continuó utilizando la iglesia de San José en Marysville como su procatedral, hoy también iglesia parroquial de la diócesis de Sacramento.

## Historia
El 10 de agosto de 1850 Peter Augustine Anderson, un misionero dominico enviado a California por su superior, José Sadoc Alemany y Conill, primer obispo de Monterrey, celebró la primera misa en el norte de California en una casa particular de Sacramento. En la celebración también participó Peter Hardeman Burnett, el primer gobernador de California, quien entregó al padre Anderson un terreno en el que se construyó la primera iglesia católica en el norte de California. Fue el inicio de la misión en esta parte del país, que continuó en los años siguientes gracias a los misioneros enviados desde la arquidiócesis de San Francisco, de cuyos arzobispos dependió la misión desde la erección de la arquidiócesis el 29 de julio de 1853.
El 27 de septiembre de 1860, mediante el breve Apostolici nostri muneris, el papa Pío IX erigió un vicariato apostólico en los territorios de misión con sede en Marysville y con territorio desmembrado del de la arquidiócesis de San Francisco. El irlandés Eugene O'Connell, exprofesor del seminario All Saints de Dublín, fue nombrado primer vicario apostólico.
El 3 de marzo de 1868, mediante el breve Summi apostolatus, el papa Pío IX elevó el vicariato apostólico a diócesis, con el nombre de diócesis de Grass Valley, aunque el obispo O'Connell siguió residiendo en Marysville. Renunció en 1884 y fue sucedido en el obispado por Patrick Manogue, un exminero, anteriormente su obispo coadjutor con el título de Ceramo.
La diócesis estuvo particularmente al servicio de los numerosos mineros que en aquellos años trabajaban en la región de Sierra Nevada en la llamada fiebre del oro de California. Sin embargo, a partir de 1886 el mercado del oro se redujo notablemente y la población se redujo significativamente.
El 28 de mayo de 1886, mediante el breve Divinitus nobis del papa León XIII, la diócesis amplió considerablemente su territorio con los condados de Yolo, El Dorado, Amador, Calaveras, Alpine, Tuolumne, Mono, Mariposa, así como las partes norteñas de los condados de Fresno, Inyo y partes de los de Sutter, Placer, Yuba y Colusa, cedidos por la arquidiócesis de San Francisco. A su vez cedió a la arquidiócesis las partes de los condados de Mendocino y Lake que estaban dentro de su territorio. Además de estos condados en California, la arquidiócesis le cedió el condado de Esmeralda en Nevada. A corto plazo, la diócesis pasó a denominarse con el doble nombre de diócesis de Grass Valley o de Sacramento, indicio del traslado de la sede episcopal a la capital del estado de California. Ya en 1886, el obispo Patrick Manogue comenzó a construir la nueva catedral, que fue inaugurada en junio de 1889, por lo que se considera el breve de 1886 como el inicio de la nueva diócesis de Sacramento y el final de la de Grass Valley.

### Diócesis titular
Desde 1995 Grass Valley figura entre las sedes episcopales titulares de la Iglesia católica. Desde el 18 de marzo de 1997 el obispo titular es Christie Albert Macaluso, obispo auxiliar emérito de la arquidiócesis de Hartford.

## Episcopologio

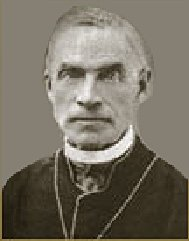
Eugene O'Connell, vicario apostólico de Marysville y primer obispo de Grass Valley

- Eugene O'Connell † (28 de septiembre de 1860-29 de febrero de 1884 renunció[nota 2])
- Patrick Manogue † (29 de febrero de 1884 por sucesión-28 de mayo de 1886 sede trasladada a Sacramento)

### Obispos titulares
- Christie Albert Macaluso, desde el 18 de marzo de 1997